# Rhee (Sumbawa)
Rhee is een bestuurslaag in het regentschap Sumbawa van de provincie West-Nusa Tenggara, Indonesië. Rhee telt 2700 inwoners (volkstelling 2010).